# Cyprian Żochowski
Cyprian Żochowski OSBM, herbu Brodzic (ur. około 1635, zm. 1693) – metropolita kijowski, halicki i całej Rusi, arcybiskup połocki, witebski, mścisławski, orszański, archimandryta dermański w 1670 roku, archimandryta dubieński, doktor filozofii i teologii.

## Życiorys
Syn Aleksandra Żochowskiego i Anny z Mohilnickich.
W 1658 roku studiował w Kolegium Greckim w Rzymie. Studiował w Byteniu. W 1665 mianowany archimandrytą monasteru dermańskiego. Od 1671 sufragan witebski i mścisławski oraz koadiutor metropolii kijowskiej. Od 1674 arcybiskup połocki i metropolita kijowski. Elektor Jana III Sobieskiego z województwa połockiego w 1674 roku, podpisał jego pacta conventa.
Zmarł w 1693 r. w Supraślu, jednak dokładna data jego śmierci nie jest pewna i budzi wątpliwości, istnieje podanie, zgodnie z którym został rażony piorunem. Pochowany w bazyliańskim monasterze w Supraślu, gdzie w posadzce znajduje się jego płyta nagrobna. W literaturze podawany jest jednak także Połock jako miejsce śmierci i pochówku metropolity.